# Dumbrăvița (gmina w okręgu Marmarosz)
Dumbrăvița – gmina w Rumunii, w okręgu Marmarosz. Obejmuje miejscowości Cărbunari, Chechiș, Dumbrăvița, Rus, Șindrești i Unguraș. W 2011 roku liczyła 4372 mieszkańców.